# كورتني كيسي
كورتني كيسي (بالإنجليزية: Cortney Casey؛ مواليد 5 مايو 1987) هي مُقاتلة فنون قتالية مختلطة أمريكية.

## وصلات خارجية
لم يتم العثور على روابط لمواقع التواصل الاجتماعي.

- كورتني كيسي على موقع يو إف سي (الإنجليزية)
- كورتني كيسي على موقع شيردوغ (الإنجليزية)
- كورتني كيسي على موقع Tapology.com (الإنجليزية)
- كورتني كيسي على موقع IMDb (الإنجليزية)
- كورتني كيسي على موقع قاعدة بيانات الفيلم (الإنجليزية)